# Фиџијски долар
Фиџијски долар је званична валута на Фиџију. Скраћеница тј. симбол за долар је $ или FJ$ а међународни код FJD. Долар издаје Резервна банка Фиџија. У 2008. години инфлација је износила 7,4%. Један долар се састоји од 100 цента.
Уведен је 1969. у садашњем облику а раније је коришћен од 1867. до 1873. Од 1873. до 1969. је коришћена фиџијска фунта. Новчанице приказују краљицу Елизабету II иако је Фиџи република од 1984.
Постоје новчанице у износима од 2, 5, 10, 20, 50 и 100 долара и кованице у износима од 5, 10, 20 и 50 центи и од 1 долара.